# ناوگان ماهیگیری

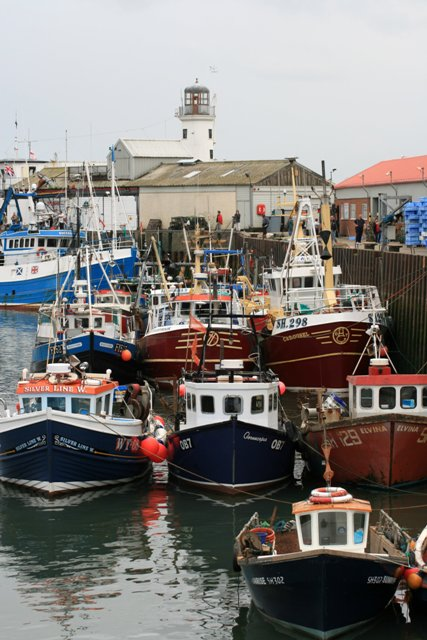
بخشی از ناوگان ماهیگیری محلی در بندر اسکاربرو، انگلستان لنگر انداخته است

ناوگان ماهیگیری (به انگلیسی: Fishing fleet) مجموعه‌ای از کشتی‌های ماهیگیری تجاری است. این اصطلاح ممکن است برای همه کشتی‌هایی که بیرون از یک بندر خاص فعالیت می‌کنند، همه کشتی‌هایی که در نوع خاصی از ماهیگیری مشغولند (مانند "ناوگان ماهیگیری ماهی تن")، یا همه کشتی‌های ماهیگیری یک کشور یا منطقه استفاده شود.
اگرچه کشتی‌های ماهیگیری به‌طور رسمی سازمان‌دهی نشده‌اند که گویی یک ناوگان دریایی هستند، اما اغلب محدودیت‌های زمان و آب‌وهوا به گونه‌ای است که همه آنها باید با هم ترک کنند یا برگردند، بنابراین، حداقل در ظاهر یک بدنه سازمان‌یافته را ایجاد می‌کند (برخی کشورها مانند اتحاد جماهیر شوروی پیشین، ناوگان ماهیگیری خود را تا حدی در امتداد خطوط دریایی سازماندهی کرده بود و از کشتی‌ها برای جمع‌آوری اطلاعات دریایی نیز استفاده کرده بود).
ماهیگیرانی که نوع خاصی از کشتی‌ها یا در یک بندر خاص را اداره می‌کنند اغلب به یک انجمن محلی وابستگی دارند که اطلاعات را منتشر می‌کند و ممکن است برای هماهنگ‌کردن فعالیت‌ها مانند بهترین روش برای جلوگیری از صید بی‌رویه در مناطق خاص استفاده شود.